# Marco Serpellini
Marco Serpellini (Lovere, 14 augustus 1972) is een voormalig Italiaans wielrenner. In 1990 werd hij wereldkampioen bij de junioren.

## Belangrijkste overwinningen
1996
- GP Pino Cerami

1998
- GP Pino Cerami
- Etappe Ronde van Portugal
- Eindklassement Ronde van Portugal
- Ronde van Piëmont

2000
- GP Beghelli
- Etappe Ronde van het Baskenland

2001
- Bergklassement Ronde van Luxemburg

2003
- GP Città di Camaiore

2006
- Etappe Vredeskoers

## Resultaten in voornaamste wedstrijden
| Jaar | Ronde van Italië | Ronde van Frankrijk | Ronde van Spanje |
| ---- | ---------------- | ------------------- | ---------------- |
| 1994 |                  | opgave              |                  |
| 1995 |                  | 111e                |                  |
| 1996 | 68e              |                     |                  |
| 1997 |                  |                     | 16e              |
| 1998 | 70e              |                     | 9e               |
| 1999 |                  | 55e                 |                  |
| 2000 |                  |                     |                  |
| 2001 |                  | 125e                |                  |
| 2002 |                  | 74e                 |                  |
| 2003 |                  |                     |                  |
| 2004 | 71e              |                     |                  |
| 2006 |                  |                     |                  |

| Jaar | Milaan-San Remo | Gent-Wevelgem | Ronde van Vlaanderen | Parijs-Roubaix | Amstel Gold Race | Luik-Bast.‑Luik | Ronde van Lombardije | Brabantse Pijl | Parijs-Tours | Parijs-Brussel |  | WK op de weg |  | Wereldranglijsten |
| ---- | --------------- | ------------- | -------------------- | -------------- | ---------------- | --------------- | -------------------- | -------------- | ------------ | -------------- |  | ------------ |  | ----------------- |
| 1994 |                 |               |                      |                |                  |                 |                      |                | 105e         |                |  |              |  |                   |
| 1995 | 105e            | 10e           | 51e                  |                |                  |                 | 43e                  |                |              |                |  |              |  |                   |
| 1996 | 42e             | 38e           | 21e                  |                |                  |                 |                      |                |              |                |  |              |  |                   |
| 1997 |                 |               |                      |                |                  |                 | 37e                  |                | 82e          |                |  |              |  |                   |
| 1998 | 67e             | 22e           |                      | 41e            |                  |                 | 7e                   | 5e             | 29e          |                |  |              |  |                   |
| 1999 |                 |               |                      |                |                  |                 | 7e                   |                | 5e           | 8e             |  | 15e          |  |                   |
| 2000 | 54e             | 16e           | 31e                  | 13e            | 52e              | 63e             | 18e                  |                | 86e          | 14e            |  |              |  |                   |
| 2001 | 37e             |               | 27e                  |                |                  |                 |                      | 15e            | 37e          |                |  |              |  | 26e (UWB)         |
| 2002 | 156e            | 17e           | 28e                  |                | 98e              |                 | 4e                   |                | 55e          | 22e            |  |              |  | 23e (UWB)         |
| 2003 |                 |               | 17e                  | 20e            |                  |                 |                      |                | 109e         |                |  |              |  |                   |
| 2004 | 110e            |               | 125e                 |                |                  |                 |                      |                | 60e          |                |  |              |  |                   |
| 2006 |                 | 92e           | 45e                  | 20e            |                  |                 |                      | 16e            |              |                |  |              |  |                   |